# Gemise
Gemise é o primeiro álbum do grupo musical Das erste Wiener Gemüseorchester. Foi lançado em 1999. Este CD registra o começo de uma orquestra não-convencional, pois os instrumentos são todos hortaliças frescas. Sem experimentar uma grande diversidade de estilos o grupo faz um trabalho clean, o que rendeu sucesso à orquestra de vegetais.

## Faixas
1. "Dithlaka" — 3:11
2. "Ogludschda" — 5:59
3. "Rezept" — 15:32
4. "Ambiente Verde" — 7:14
5. "Portulak" — 5:47
6. "RB2 (Franz Hautzinger) part I" — 6:13
7. "RB2 (Franz Hautzinger) part II" — 4:33
8. "RB2 (Franz Hautzinger) part III" — 1:13
9. "RB2 (Franz Hautzinger) part IV" — 5:13
10. "RB2 (Franz Hautzinger) part V" — 2:39
11. "Radetzky Marsch" (Johann Strauß I) — 1:43
12. "Letscho 74" — 5:36